# Edelfische
Die Einteilung der Lebewesen in Systematiken ist kontinuierlicher Gegenstand der Forschung. So existieren neben- und nacheinander verschiedene systematische Klassifikationen. 
Das hier behandelte Taxon ist durch neue Forschungen obsolet geworden oder ist aus anderen Gründen nicht Teil der in der deutschsprachigen Wikipedia dargestellten Systematik.
Die Edelfische (Physostomi, Müller, 1844) sind eine veraltete Ordnung der Knochenfische (Osteichthyes). Ihr Merkmal ist, dass sie einen von der Schwimmblase ausgehenden Luftgang (Ductus pneumaticus) haben.
Der Ausdruck ist als Physostomen für dieses Merkmal bis heute in der Anatomie üblich.

## Systematik
Der Humanmediziner und Anatom Johannes Müller definierte das Taxon 1844 für sein Werk Horae ichthyologicae: Beschreibung und Abbildung neuer Fische (1845–1849, mit F. H. Troschel), aus dem noch einige Taxone bis heute in Gebrauch sind. Der lateinische Name steht zu griechisch physa ‚Blase‘ und  stoma ‚Mund‘. Der deutsche Name begründet sich darin, dass „zu ihnen wirklich die edelsten aller Fische und der größte Teil unserer Flussfische gehören.“
Ursprünglich waren die Edelfische eine Abteilung der Weichflosser (Anacanthini) innerhalb der Fische (Pisces). Brehm stellte sie in den 1880ern als eigene (fünfte) Ordnung in die (zweite) Reihe Knochenfische (seinerzeit Teleostei, heute Osteichthyes) neben die Anacanthini. Später wurde sie auch als Unterordnung der Ordnung Teleostei gesehen. Die Gruppe verschwand im früheren 20. Jahrhundert aus den gebräuchlichen wissenschaftlichen Systematiken.
Nach Brehms Tierleben, Stand 1884, gliederte sich die Ordnung in dreizehn Familien mit 45 Sippen:
- Welse (Siluridae), 8 Sippen in vier Gruppen
– heute: Welsartige (Siluriformes): Echte Welse (Siluridae); u.v.a.m.
- Salmler (Characinidae): Sippe Sägesalmler (Serrosalmo)
– heute: Salmlerartige (Characiformes): Echte Salmler (Characinidae), Sägesalmler (Serrasalmidae), u.v.a.m.
- Lachse (Salmonidae): 5 Sippen: Lachse (Salmo), Stinklachse (Osmerus), Lodden (Mallotus), Renken (Coregonus), Aeschen (Thymallus)
– heute Lachsartige (Salmoniformes) / Lachsfische (Salmonidae): 3 Unterfamilien
- Hechte (Esocidae / Sippe Esox)
– heute Hechtartige (Esociformes), erweiterte Familie Esocidae, Hechte (Esox)
- Hundsfische (Umbridae): Sippe Hundshechte (Umbra)
– heute Hundsfische (Umbridae / Umbra) als Gattung der Hechtartigen
- Trughechte (Scomberesocidae): Hornhechte (Belone), Makrelenhechte (Scomberesox), Hochflugfische (Exocoetus)
– heute Hornhechtartige (Beloniformes): Hornhechte (Belonidae): etliche Gattungen; Fliegende Fische (Exocoetidae); u. a.
- Zahnkarpfen (Cyprinodontidae / Sippe Anableps)
– heute Zahnkärpflinge (Cyprinodontiformes): Cyprinodontoidei und Aplocheiloidei: Vieraugen (Anableps)
- Karpfen (Cyprinidae): 18 Sippen
– heute: Karpfenfische (Cyprinidae)
- Schmerlen (Acanthopsidae): Sippe Bartgrundeln (Cobitis)
– heute Schmerlenartige (Cobitoidea) als Unterordnung der Karpfenartigen (Cypriniformes), Steinbeißer (Cobitidae), Cobitis; Bartgrundel ist die Bachschmerle, heute Gattung Barbatula
- Knochenzüngler (Osteoglossidae): Sippe Arapaima (Arapaima)
– heute erweiterte Familie Knochenzüngler (Osteoglossidae); Arapaima
- Häringe (Clupeidae): Sippen Häringe (Clupea), Maifische (Alausa), Sardellen (Engraulis)
– heute Heringe (Clupeidae): Echte Heringe (Clupea), Alosinae (Maifisch oder Alse ist speziell Alosa alosa); Sardellen (Engraulidae); u. a.)
- Nacktaale (Gymnotidae): Sippe Drillfische (Gymnotus)
– heute Neuwelt-Messerfische (Gymnotiformes) bzw. Messeraale (Gymnotidae):     Zitteraal (Electrophorus) und Gymnotus
- Aalfische (Muraenidae): Sippen Flussaale (Anguilla), Meeraale (Conger), Muraale (Muraena)
– heute Aalartige (Anguilliformes): [Süßwasser-]Aale (Anguillidae / Anguilla);  Meeraale (Congridae): Conger; Muränen (Muraenidae): Muraena; u. a. m.